# نادر المصمودي
نادر المصمودي ولد في 1974، هو رياضياتي تونسي، والوحيد من بلاده الذي فاز بميدالية ذهبية في الأولمبياد الدولي للرياضيات في 1992 (في نفس الوقت أول عربي وأفريقي). يعمل أستاذ رياضيات في جامعة نيويورك. حصل على جائزة الملك فيصل العالمية في العلوم سنة 2022 بالتشارك مع الرياضياتي النمساوي مارتين هايرر.

## السيرة الذاتية
ولد المصمودي سنة 1974، واختير مرتين لتمثيل بلاده في الأولمبياد الدولي للرياضيات في 1991 و1992. في 1991، تحصل على معدل بين 28 و42 وفاز بميدالية برونزية. في 1992، أصبح أول عربي وأفريقي يتحصل على ميدالية ذهبية في هذا الأولمبياد، أين كان معدله بين 34 و42. بعد حصوله على الباكالوريا في الرياضيات، انتقل لاستكمال تعليمه العالي في فرنسا.

في 1996، تحصل على شهادة في الرياضيات من مدرسة الأساتذة العليا في باريس، ثم في 1999 تحصل على دكتوراه من جامعة باريس دوفين لأطروحته التي أطرها بيير لويس ليونز والتي تحمل عنوان مشاكل المقاربة في ميكانيكا الموائع (Problèmes asymptotiques en mécanique des fluides).

انتقل بعدها المصمودي إلى نيويورك، أين بدأ منذ 2008 يعمل كأستاذ رياضيات في المعهد الحالي للعلوم الرياضياتية من جامعة نيويورك. درس بالأساس التحليل الدالي والهندسة التفاضلية والعدد المركب. تحصل على ميدالية أفضل مقال علمي نشر في حوليات هنري بوانكاريه في 2011، وعلى منحة بحثية من مؤسسة العلوم الوطنية في 2012. 

في 2014، قدم عرضا بعنوان   أثناء ندوة ميدالية فيلدز التي تنظم سنويا لعرض عمل الفائز الجديد بالميدالية وتقديم مراجعاته العلمية. 

في 2015، أصبح نادر المصمودي أستاذا في جامعة نيويورك، وشارك في عدة مشاريع بحثية مثل مشروع إحصاء علماء الرياضيات، وكذلك أصبح مدير أطروحات عدة طلبة من جامعته. 

في 2017، تحصل على جائزة فيرما بالتشارك مع الألماني سيمون بريندل «لعمله الرائع عمقا وإبداعا في تحليل المعادلات التفاضلية الجزئية غير الخطية، وعلى وجه الخصوص لمساهماته الأخيرة في الحل الدقيق والشامل لمشاكل الاستقرار الهيدروديناميكية التي أثارها الآباء المؤسسون لميكانيكا الموائع الحديثة في أواخر القرن التاسع عشر».

## مجالات الاهتمام
أثناء إقامته الطويلة في باريس، درس المصمودي معادلات نافييه-ستوكس. عند انتقاله للولايات المتحدة، أظهر اهتماما بتطوير أعمال ليف لانداو فيما يخص تخميد لانداو وأعمال ليونهارت أويلر فيما يخص علم سكون الموائع. أعماله بخصوص المعادلات الهيدروستاتيكية أعجبت جزءً من الأوساط العلمية، مثل سيدريك فيلاني الفائز بميدالية فيلدز في 2010 وصديق المصمودي.

## المنشورات
- (بالإنجليزية) بيير لويس ليونز ونادر المصمودي، «Incompressible limit for a viscous compressible fluid»، مجلة الرياضيات البحتة والتطبيقية، المجلد 77، العدد 6، 1998، الصفحات 585-627 (اقرأ هنا).
- (بالفرنسية) بيير لويس ليونز ونادر المصمودي، «Unicité des solutions faibles de Navier-Stokes dans L N (Ω)»، التقارير الأسبوعية لدورات أكاديمية العلوم، المجلد 327، العدد 5، 1998، الصفحات 491-496 (اقرأ هنا).
- (بالفرنسية) بيير لويس ليونز ونادر المصمودي، «Une approche locale de la limite incompressible»، التقارير الأسبوعية لدورات أكاديمية العلوم، المجلد 329، العدد 5، 1999، الصفحات 387-392 (اقرأ هنا).
- (بالإنجليزية) بيير لويس ليونز ونادر المصمودي، «Global solutions for some Oldroyd models of non-Newtonian flows»، الحوليات الصينية للرياضيات، المجلد 21، العدد 2، 2000، الصفحات 131-146 (اقرأ هنا).
- (بالإنجليزية) جان إيف شومان ونادر المصمودي، «About lifespan of regular solutions of equations related to viscoelastic fluids»، مجلة سيام للتحليل العددي، المجلد 33، العدد 1، 2001، الصفحات 84-112 (اقرأ هنا).
- (بالإنجليزية) بيير لويس ليونز ونادر المصمودي، «From the Boltzmann Equations to the Equations of Incompressible Fluid Mechanics»، أرشيف للميكانيكا والتحليل الرشيد، المجلد 158، العدد 3، 2001، الصفحات 173-193 (اقرأ هنا).

## مقالات ذات صلة
- عباس بحري